# Gastronomía de Albania

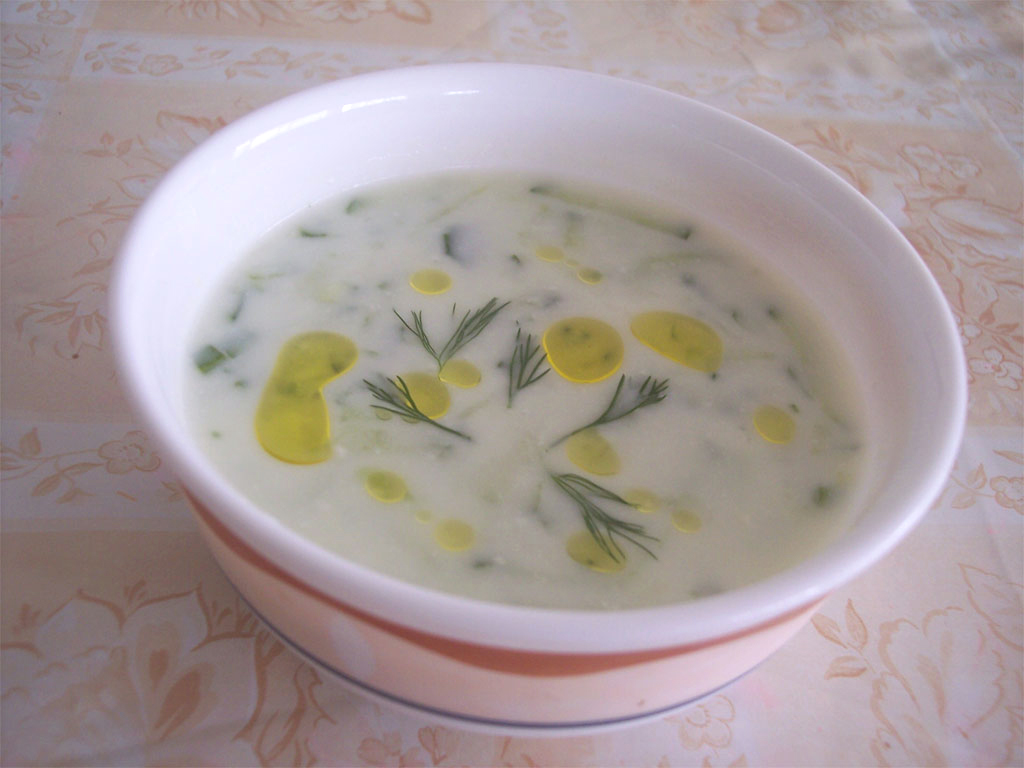
Un aperitivo veraniego: Tarator.

La Gastronomía de Albania consiste en un conjunto de platos y costumbres culinarias procedentes de Albania. Muchos de los platos provienen de la cocina de los Balcanes y del mediterráneo, así como algunas especialidades locales. La comida principal de los albaneses, es almuerzo que se acompaña de ensaladas de frescos vegetales, tales como  tomates, pepinos, olivas, aceite de oliva, vinagre y sal.

## Bebidas alcohólicas
Las bebidas alcohólicas se beben en todas partes del territorio, muchas de ellas se producen localmente y en entornos privados por los ciudadanos.
- Cerveza (véase Birra Tirana para la marca local)
- Brandy - El brandy de Albania Skanderbeg es muy reconocido